# اقتضاب
الاقتضاب هو عند البلغاء الانتقال مما افتتح به الكلام إلى المقصود من غير مناسبة، وهذا مذهب عرب الجاهلية ومن يليهم وهم الذين أدركوا الجاهلية والإسلام، والشعراء الإسلاميون أيضًا قد يتبعونهم في ذلك ويجرون على مذهبهم وإن كان الأكثر فيهم التخلّص.
ومن الاقتضاب ما يقرب من التخلّص في أنه يشوبه شيء من الملائمة كقولك بعد حمد الله أمّا بعد فإني قد فعلت كذا وكذا، فهو اقتضاب من جهة أنه قد انتقل من حمد الله والثناء على رسوله إلى كلام آخر من غير رعاية ملائمة بينهما، لكنه يشبه التخلّص من جهة أنه لم يؤت الكلام الآخر فجاءه من غير قصد إلى ارتباطهما وتعليق بما قبله، بل أتى بلفظ أمّا بعد قصدا إلى ربط هذا الكلام بما سبق.

## هو وفصل الخطاب
قيل قولهم بعد حمد الله أمّا بعد فصل الخطاب. قال ابن الأثير: والذي عليه المحققون من علماء البيان أن فصل الخطاب هو أما بعد لأن المتكلم يفتح كلامه في أمر ذي شأن بذكر الله وتحميده، فإذا أراد أن يخرج منه إلى الغرض المسوق لأجله فصل بينه وبين ذكر الله تعالى بقوله أما بعد، ومن الاقتضاب الذي يقرب من التخلّص ما يكون بلفظ هذا كقوله تعالى بعد ذكر الجنة: هذا وَإِنَّ لِلطَّاغِينَ لَشَرَّ مَآبٍ ومنه قول الكاتب عند إرادة الانتقال من حديث إلى حديث آخر: هذا باب، فإن فيه نوع ارتباط حيث لم يبتدأ الحديث فجأة. ومن هذا القبيل لفظة أيضًا في كلام المتأخرين من الكتّاب. وقد جعل البعض هذا النوع قريبا من حسن التخلّص.

## في الفارسية
ويقول في جامع الصنائع: إنّ تعريف الاقتضاب هو تعريف الاشتقاق، إلّا إذا كان هنا لا معنى للمقارنة، وهذا يكون في الفارسية.